# Campo (Viseu)
Campo ist eine Gemeinde (Freguesia) im portugiesischen Kreis Viseu. In ihr leben 4802 Einwohner (Stand 19. April 2021).